# Christian Günther von Bernstorff
Christian Günther von Bernstorff (ur. 3 kwietnia 1769 w Kopenhadze, zm. 18 marca 1835 w Berlinie) – duński i pruski mąż stanu i dyplomata.

## Życiorys
Służbę dyplomatyczną rozpoczął pod okiem ojca, którym był duński minister Andreas Peter Bernstorff (zm. 1797). Christian został w 1787 attaché przy reprezentancie Danii na sejmie w Szwecji.
W roku 1789 został sekretarzem misji dyplomatycznej w Berlinie, gdzie jego wuj ze strony matki Friedrich Leopold zu Stolberg-Stolberg był duńskim ambasadorem. Dzięki wpływom i naukom wuja Christian szybko został chargé d’affaires i w roku 1791 ministrem-plenipotentem. W 1794 został ambasadorem w Sztokholmie, gdzie pozostał do maja 1797 roku. W 1797 został wezwany do Kopenhagi, by pomóc choremu ojcu w rządzeniu państwem.
Gdy ojciec zmarł (21 VI 1797), został kolejnym po nim radca stanu i ministrem spraw zagranicznych. W 1800 został najważniejszym ministrem. Na czele MSZ stał do 1810 roku.
W 1811 ambasador w Wiedniu, gdzie pozostał do stycznia roku 1814, kiedy to rozpoczęła się walka z Napoleonem. Towarzyszył cesarzowi Franciszkowi I do Paryża.
Na Kongresie Wiedeńskim on i jego brat Joachim Frederik Bernstorff (1771-1835) reprezentowali Danię.
W 1817 roku został ambasadorem w Berlinie, podczas gdy jego brat Joachim Frederik Bernstorff pojechał w tym samym charakterze do Wiednia.
Od 1817 przeszedł na służbę Prus i (w 1818) został pruskim ministrem spraw zagranicznych.

## Odznaczenia
- 1808 – Order Słonia[1]
- 1801 – Krzyż Wielki Orderu Danebroga[1]
- 1808 – Krzyż Srebrny Orderu Danebroga[1]
- 1822 - Order Najwyższy Świętego Zwiastowania nadany przez Karola Feliksa króla Sardynii[2]
- 1824 – hiszpański Order Złotego Runa[3]
- 1825 – polski Order Orła Białego[4][1]
- holenderski Krzyż Wielki Orderu Lwa[1]
- węgierski Krzyż Wielki Orderu Świętego Stefana[1]
- neapolitański Krzyż Wielki Orderu Świętego Ferdynanda[1]
- weimarski Krzyż Wielki Orderu Sokoła Białego[1]
- hanowerski Krzyż Wielki Orderu Gwelfów[1]
- pruski Order Orła Czarnego[1]
- rosyjski Order Świętego Andrzeja[1]
- rosyjski Order Świętego Aleksandra Newskiego[1]